# Liste der Kulturdenkmäler in Winzeln (Pirmasens)
In der Liste der Kulturdenkmäler in Winzeln sind alle Kulturdenkmäler im Stadtteil Winzeln der rheinland-pfälzischen Stadt Pirmasens aufgeführt. Grundlage ist die Denkmalliste des Landes Rheinland-Pfalz (Stand: 6. März 2023).

## Einzeldenkmäler
| Bezeichnung         | Lage                                        | Baujahr                     | Beschreibung | Bild                           |
| ------------------- | ------------------------------------------- | --------------------------- | --- | ------------------------------ |
| Kriegerdenkmal      | Bottenbacher Straße, bei Nr. 103 Lage       | 1922                        | Kriegerdenkmal des Ersten Weltkriegs, 1922 | BW                             |
| Grabmäler           | Gersbacher Straße 34, auf dem Friedhof Lage | Anfang des 20. Jahrhunderts | drei Grabmäler: - Grabmal Gottfried Kunz († 1918): polierter schwarzer Granit mit galvanoplastischem Relief einer Trauernden; gezeichnet „Schlafmann“ - Grabmal Ludwig Löffler († 1901): Obelisk aus poliertem schwarzen Granit, galvanoplastisches Relief mit Doppelporträt, seitliche Vasenaufsätze; gezeichnet „Hugo Köhler, Augsburg“ - Grabstätte Charlotte Nord († 1913): Obelisk aus schwarzem polierten Granit, gezeichnet „Faul i/Pir“; vollständig erhaltene Grabeinfassung | Fotos hochladen                |
| Evangelische Kirche | Oskar-Metz-Straße 5 Lage                    | 1933                        | Saalbau, Sandsteinquader, 1933, Architekt Stork, Speyer | weitere Bilder Fotos hochladen |
| Wasserturm          | Wasserturmstraße, bei Nr. 7 Lage            | um 1900                     | ehemaliger Wasserturm; zylindrischer Bau mit Treppenturm, Sandsteinquader und Klinker, um 1900 | weitere Bilder Fotos hochladen |

## Ehemalige Kulturdenkmäler
| Bezeichnung  | Lage                                  | Baujahr                   | Beschreibung                                                                                     | Bild |
| ------------ | ------------------------------------- | ------------------------- | ------------------------------------------------------------------------------------------------ | ---- |
| Schelermühle | südlich des Ortes an der Felsalb Lage | Ende des 19. Jahrhunderts | Rotsandsteinquaderbauten ab Ende des 19. Jahrhunderts; aus Denkmalliste gelöscht und abgebrochen | BW   |